# Rayton Fissore
Rayton Fissore war ein Karosseriebauunternehmen und Automobilhersteller mit Sitz in Norditalien, das mittelbare Beziehungen zur wesentlich älteren Carrozzeria Fissore hatte. Rayton Fissore wurde vor allem durch den 1985 vorgestellten luxuriösen Geländewagen Magnum bekannt, der 18 Jahre lang produziert wurde und Abnehmer in Europa und in den USA fand. Das Unternehmen war in den 1980er-Jahren in einen Schmiergeldskandal um die italienische Partei Democrazia Cristiana verwickelt, der letztlich zu seiner Schließung führte.

## Unternehmensgeschichte
Rayton Fissore wurde 1976 gegründet. Initiatoren des Projekts und erste Inhaber des Unternehmens waren Mario Fissore, seine Schwester Fernanda, ferner Giulio Malvino und Gregorio Bernardi. Die meisten von ihnen waren eng mit dem 1920 gegründeten Karosseriebauunternehmen Carrozzeria Fissore verbunden. Mario und Fernanda Fissore waren die Kinder von Bernardo Fissore, einem der Inhaber der Carrozzeria Fissore. Giulio Malvino war der Ehemann Fernanda Fissores. Der Designer Tom Tjaarda beschrieb ihn als umtriebigen, halbseidenen Geschäftsmann, der wiederholt mit dem Gesetz in Konflikt gekommen war. Gregorio Bernardi schließlich war bis 1975 Geschäftsführer der Carrozzeria Fissore gewesen. Innerhalb der Familie Fissore hatte es nach dem Tod Bernardo Fissores im Sommer 1972 Zerwürfnisse gegeben, bei denen es um die weitere Zukunft der Carrozzeria Fissore im Allgemeinen und die weitere Anbindung des Unternehmens an den Schweizer Automobilhersteller Monteverdi ging. 1976 trennten sich die beiden Fissore-Geschwister, Malvino und Bernardi von dem familiären Betrieb, der daraufhin von Eraldo Fissore allein fortgeführt wurde, und gründeten in unmittelbarer Nachbarschaft zu ihm das neue Unternehmen Rayton Fissore.
Der Name des neuen Betriebs griff den Familiennamen Fissore auf, der in der Automobilbrache seit Jahrzehnten etabliert war und eine Assoziation zur älteren Carrozzeria Fissore herstellen sollte. Der Begriff Rayton war hingegen „frei erfunden“.
1977 nahm Rayton Fissore die Produktion von Automobilkarosserien auf. Mit dem Magnum fertigte es ab 1985 erstmals ein selbst konstruiertes Automobil in Serie. Er war in den folgenden Jahren das Kernprodukt des Unternehmens; daneben entstanden nur noch einzelne Prototypen.
1985 übernahm Gregorio Maggiali, Unternehmer und Politiker der Democrazia Cristiana, die Anteilsmehrheit an Rayton Fissore, musste den Betrieb aber, nachdem er zum Ende des Jahrzehnts in wirtschaftliche Schwierigkeiten geraten war, 1990 an das von Roberto Caprioglio geführte Investmentunternehmen Dominion Trust verkaufen. Caprioglio behauptete später, die  Übernahme sei auf massiven Druck des Turiner Bankhauses Istituto Bancario San Paolo di Torino zustande gekommen. Nachdem Dominon Trust 1991 mit Verbindlichkeiten in Höhe von 200 Mrd Lire insolvent geworden war, wurde Rayton Fissore 1992 seinerseits zahlungsunfähig und wurde aufgelöst.
1993 etablierte Giulio Malvino, einer der Gründer von Rayton Fissore, ein neues Unternehmen mit der Bezeichnung Fissore Co., das die Produktion des Geländewagens Magnum fortsetzte. 1997 firmierte Malvino das Unternehmen in Magnum Industriale um; zwei Jahre später übernahm das US-amerikanische Unternehmen Laforza Automobiles, das seit längerem die Magnum-Geländewagen in die USA importierte, die Anteilsmehrheit an Magnum Industriale.

## Verwicklungen in Wirtschaftsvergehen
Ab 1992 ermittelte die Staatsanwaltschaft gegen mehrere leitende Angestellte von Rayton Fissore wegen des Verdachts auf betrügerischen Bankrott; ihnen wurde außerdem vorgeworfen, Rayton Fissore als Instrument für Schmiergeldzahlungen an die Democrazia Cristiana genutzt zu haben. Nach achtjährigem Prozess wurden Capriglioli und einige weitere Manager von Rayton Fissore der Anklage entsprechend zu langjährigen Haftstrafen verurteilt. 
2000 ermittelte die Staatsanwaltschaft gegen Malvino wegen des Vorwurfs der Bilanzfälschung und des Subventionsbetrugs bei Fissore Co. bzw. Magnum Industriale; 2011 wurde Malvino freigesprochen.

## Fahrzeuge

### Monteverdi

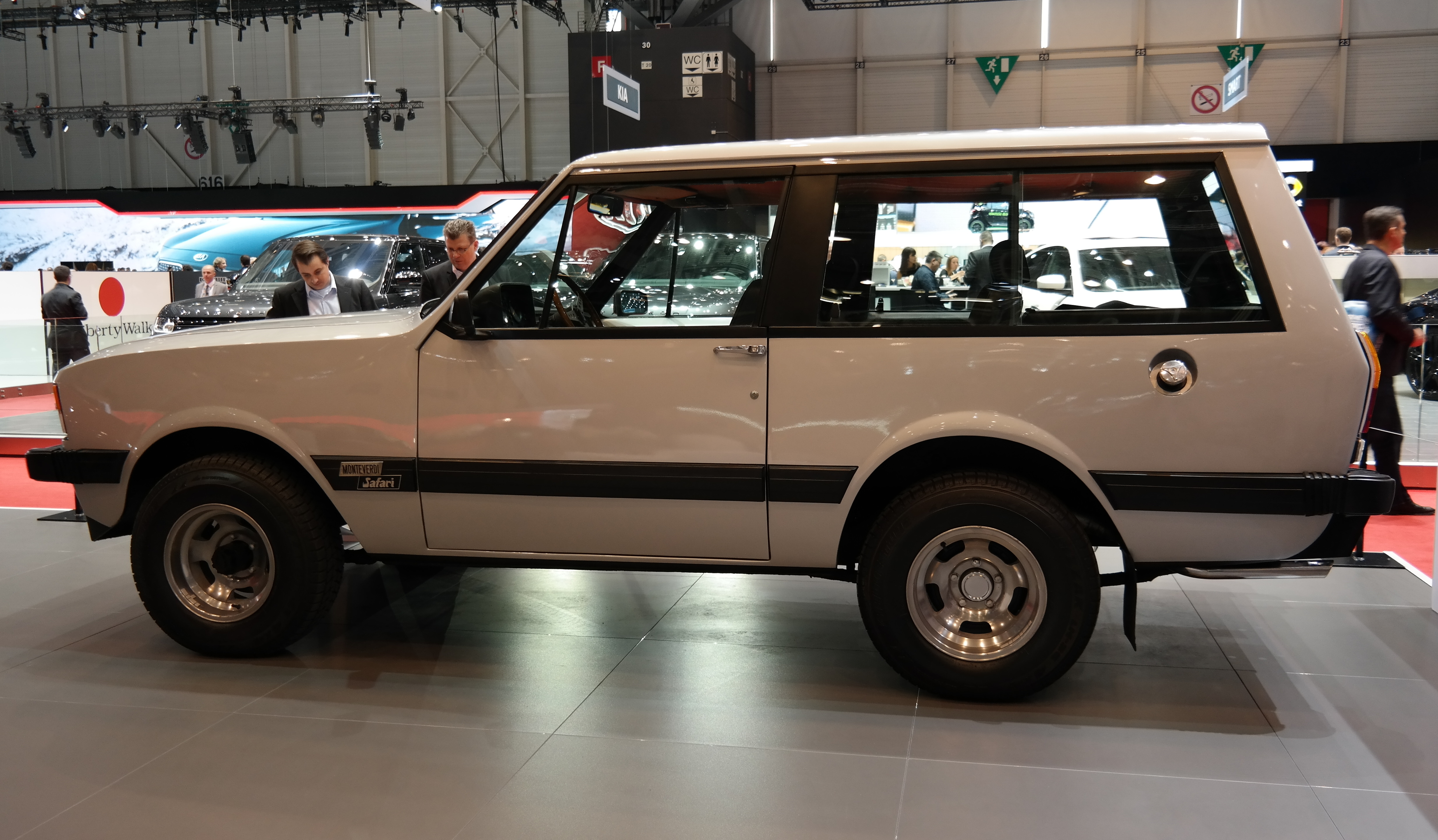
Monteverdi Safari

Die Carrozzeria Fissore hatte seit 1968 enge Beziehungen zu dem Schweizer Autohersteller Monteverdi, für den sie die meisten Karosserien der Sportwagenreihe High Speed 375 baute. 1976 stellte Monteverdi sein Modellprogramm auf den Geländewagen Safari um, der größere Stückzahlen erreichte als die teuren Sportwagen. Wo die Karosserien des Safari hergestellt wurden, ist nicht zweifelsfei geklärt. Während viele Quellen auch insoweit die Carrozzeria Fissore als Hersteller angeben, entstanden die Safari-Aufbauten anderen Veröffentlichungen zufolge stattdessen bei Rayton Fissore. Möglich, aber nicht gesichert ist auch, dass Monteverdi die Safari-Produktion auf beide Betriebe verteilte.
Für Monteverdi konstruierte und baute Rayton Fissore auch eine viertürige Version des britischen Range Rover, die bis 1982 in 167 Exemplaren hergestellt und vor allem in der Schweiz verkauft wurde.

### Rayton Fissore Gold Shadow
Der erste von Rayton Fissore unter eigenem Namen vorgestellte Pkw war der Gold Shadow, der erstmals 1978 auf dem Turiner Autosalon gezeigt wurde. Der Gold Shadow war ein Kleinwagen, der die Antriebstechnik des Autobianchi A112 verwendete und eine eigenständige Karosserie trug, die Stilmerkmale des Porsche 928 und des AMC Pacer miteinander verband. Üblicherweise wird davon ausgegangen, dass das Fahrzeug ein Einzelstück blieb, und dass der Versuch eines spanischen Unternehmens, das Projekt unter dem Namen Guapa zu vermarkten, scheiterte.

### Fiat Ritmo Cabriolet
1980 konstruierte Rayton Fissore eine Cabrioletversion des Kompaktfahrzeugs Fiat Ritmo und stellte einen Prototyp her. Der Fiat-Konzern übernahm diese Konstruktion nicht, sondern beauftragte Bertone mit der Entwicklung eines eigenständigen Cabriomodells auf Ritmo-Basis. Die Bertone-Version ging 1982 in Serie. Rayton Fissores Auto blieb ein Einzelstück.

### Rayton Fissore Magnum 4x4

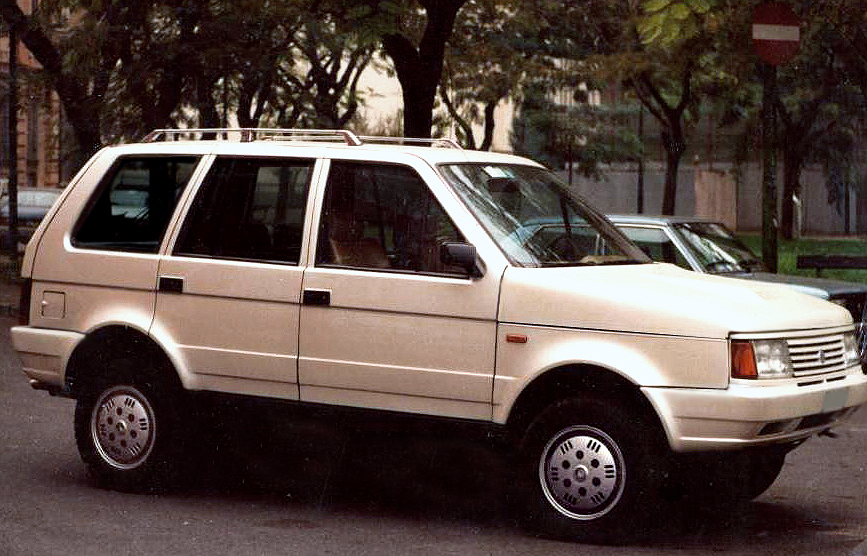
Rayton Fissore Magnum

Eine weitere Entwicklung war der Geländewagen Rayton Fissore Magnum, dessen Karosserie von Tom Tjaarda gestaltet worden war. Es handelte sich um einen Kombiwagen mit Allradantrieb, der in der Marktnische des Range Rover positioniert war, anders als dieser aber eine Karosserie trug, die italienische Stilmerkmale aufgriff. Der Magnum folgte insoweit dem Konzept des 1982 eingestellten Monteverdi Safari. Das vor allem für den amerikanischen Markt bestimmte Fahrzeug beruhte auf einem modifizierten Iveco-Chassis und war mit unterschiedlichen Motoren lieferbar. Es wurde 1985 auf dem Turiner Automobilsalon vorgestellt. Bis 1990 wurde es bei Rayton Fissore hergestellt, danach übernahm der amerikanische Importeur die Herstellung. Dort wurde es unter dem Namen Laforza Magnum bis in das neue Jahrtausend hinein produziert.

### Alfa Romeo 75 Sport Wagon
1985 stellte Rayton Fissore eine Kombiversion des Alfa Romeo 75 vor. Das Sport Wagon genannte Auto sowie ein identisch konzipiertes, aber stärker motorisiertes Fahrzeug mit der Bezeichnung Turbo Wagon blieben Einzelstücke.

### Karosserietuning
Neben dem Design und der Herstellung von Komplettfahrzeugen beschäftigte sich Rayton Fissore zu Beginn der 1980er-Jahre auch mit Karosserietuning. Das Unternehmen bot Karosserieumbausätze für das Coupé und die HPE-Version des Lancia Beta an. Die Umbausätze enthielten Front- und Heckspoiler, besondere Aluminiumfelgen und eine modifizierte Auspuffanlage. Die Rayton-Fissore-Versionen waren ausschließlich auf dem Schweizer Automobilmarkt erhältlich.